# Володимир (Ладика)
Володи́мир (у миру Лади́ка Миросла́в Олексі́йович; нар. 5 січня 1956, Вівня Стрийського району Львівської області) — архієрей Православної церкви України (до 15 грудня 2018 року — УПЦ Київського патріархату), митрополит Миколаївський та Богоявленський.
Єпископська хіротонія здійснена 13 березня 1993 року у Володимирському патріаршому соборі міста Києва.

## Життєпис
Закінчив Львівське училище легкої промисловості.
1990 року закінчив Московську духовну семінарію. 13 березня 1993 року у Володимирському соборі міста Києва за Божественною літургією був висвячений у єпископа Вінницького і Брацлавського. 30 грудня 1993 року призначається єпископом Миколаївським і Херсонським. 30 серпня 1996 року призначений єпископом Івано-Франківським і Коломийським за сумісництвом (тимчасово).
12 грудня 1998 року піднесений у сан архієпископа, 28 червня 2013 року — у сан митрополита.
15 грудня 2018 року разом із усіма іншими архієреями УПЦ КП взяв участь у Об'єднавчому соборі в храмі Святої Софії.

## Нагороди

### Державні
- Орден «За заслуги» 3-го ступеня (Указ Президента України від 22.07.2008).

### Церковні
- Орден Святого Рівноапостольного князя Володимира Великого 3-го ступеня (23.01.2004).
- Орден Юрія Переможця (14.12.2006).
- Ювілейна медаль 1025-річчю Хрещення Київської Руси (26.06.2013).